# American Life Promo Tour
Il mini-tour promozionale American Life Promo Tour, consiste in un totale di 9 concerti eseguiti dalla pop-star Madonna, per promuovere il suo album, American Life: il mini-tour precede il tour mondiale Re-Invention World Tour.

## Setlist
Madonna ha cantato diverse canzoni da American Life in versione classica. Comunque, la setlist cambiava da show a show. Di seguito, le canzoni eseguite durante il mini-tour.
1. American Life
2. Hollywood
3. Nothing Fails
4. X-Static Process
5. Like a Prayer (Non eseguita a Parigi)
6. Mother and Father
7. Like a Virgin
8. Music (Non eseguita a Parigi)
9. Don't Tell Me

## Date
| Nord America   |          |                       |                                         |
| 22 aprile 2003 | New York | Stati Uniti d'America | Madonna: On The Stage And On The Record |
| 23 aprile 2003 | New York | Stati Uniti d'America | Tower Records                           |
| Europa         |          |                       |                                         |
| 30 aprile 2003 | Colonia  | Germania              | Absolute Madonna                        |
| 1º maggio 2003 | Londra   | Inghilterra           | Jonathan Ross                           |
| 3 maggio 2003  | Londra   | Inghilterra           | CD:UK                                   |
| 6 maggio 2003  | Parigi   | Francia               | La Chanson #1                           |
| 7 maggio 2003  | Parigi   | Francia               | La Cantine Du Faubourg                  |
| 9 maggio 2003  | Londra   | Inghilterra           | HMV                                     |
| 15 maggio 2003 | Londra   | Inghilterra           | Top of the Pops                         |

## Staff
- Chitarra: Madonna, Mirwais Ahmazdai e Monte Pittman
- Tastiera: Stuart Price e Michael McKnight
- Batteria: Steve Sidelnyk